# Inframon grec

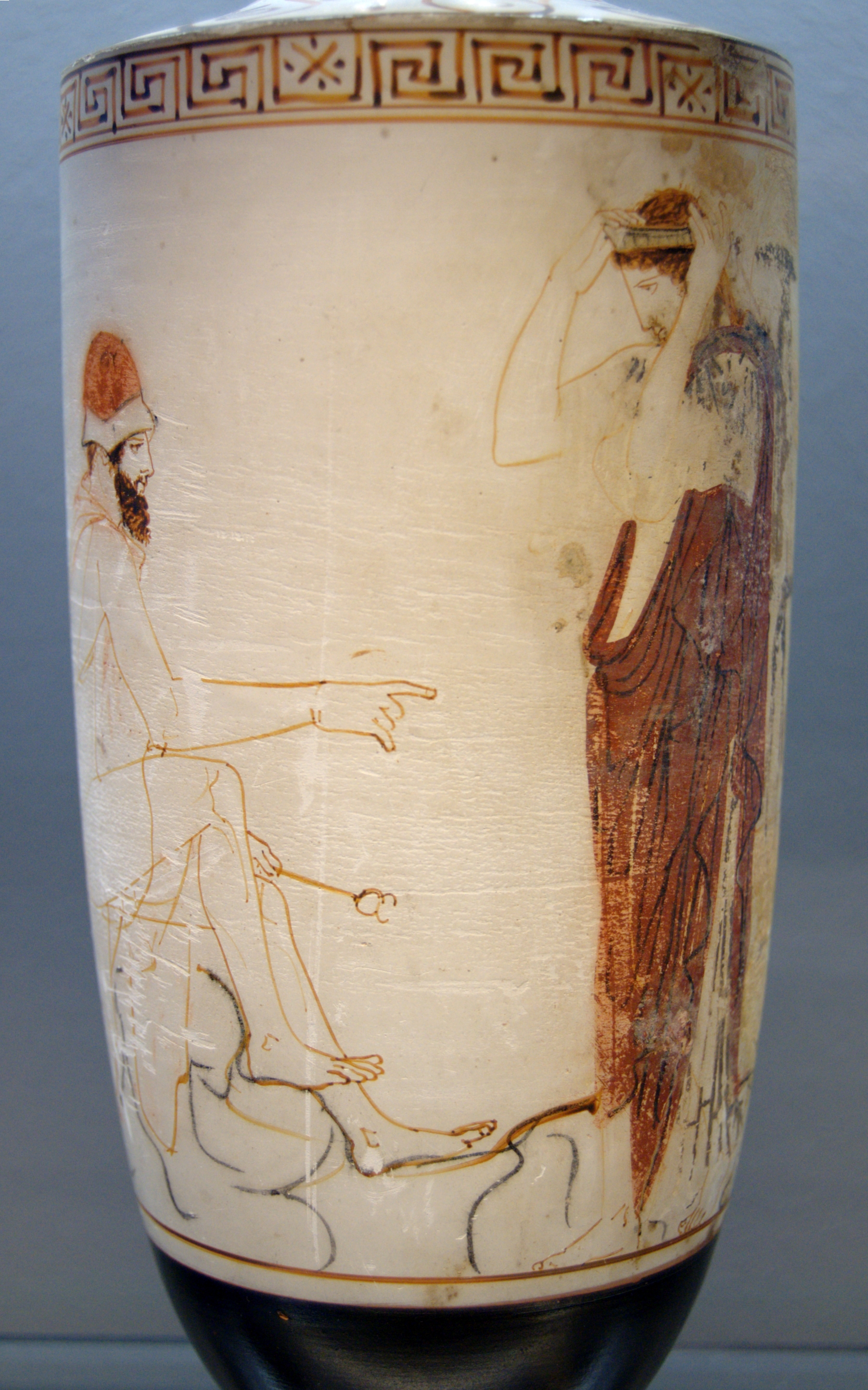
Hermes Psykhopompos: assegut sobre una roca, el déu es prepara per guiar a l'ànima d'un mort cap a l'inframón. Lècit àtic de fons blanc, circa 450a. C., Staatliche Antikensammlungen (número d'inventari 2797).

L'inframon grec és un terme general que s'empra per descriure als diferents regnes de la mitologia grega que es creia que estaven situats sota la terra o més enllà de l'horitzó. Entre aquests regnes s'inclouen els Camps Elisis, les Illes dels Benaventurats, la residència dels morts (que sol rebre el nom d'Hades) i el Tàrtar.
L'antic concepte grec d'inframón va evolucionar considerablement amb el pas del temps.

## L'inframón clàssic
La descripció més antiga de l'inframón grec pot trobar-se en l'Ilíada i l'Odissea d'Homer. Altres poetes com Hesíode també ho descriuen de manera similar. No obstant això, l'Eneida de Virgili és l'obra que compta amb més detalls sobre aquest tema, on les diferents seccions de la terra dels morts són descrites com un tot. Els Himnes homèrics i el poeta líric Píndar van introduir el regne paradisíac dels Camps Elisis on eren enviats els morts virtuosos.
En l'Odissea, l'Inframón es troba més enllà de l'horitzó occidental. Odiseu hi arriba en vaixell des de l'illa de Circe, i després continua. Els fantasmes dels pretendents són portats per Hermes Psykhopompos (el guia dels morts) a través dels clots a la Terra, més enllà del riu Oceà i les portes del Sol (ponent), fins a la seva destinació final de descans a l'Hades.
Diversos cultes locals grecs afirmaven posseir entrades a l'inframón i tenien rituals religiosos especials associats amb elles. Aquestes entrades van ser descrites pels antics escriptors i geògrafs tals com Pausànies i Estrabó.
Els filòsofs com Plató, els órfics i els pitagòrics agreguen el concepte del judici als morts. Els esperits eren assignats a un d'aquests tres regnes: Elisis per als beneïts, el Tàrtar per als condemnats, i l'Hades per a la resta. A més, creien en la reencarnació i la transmigració de les ànimes.

## El barquer i el guardià

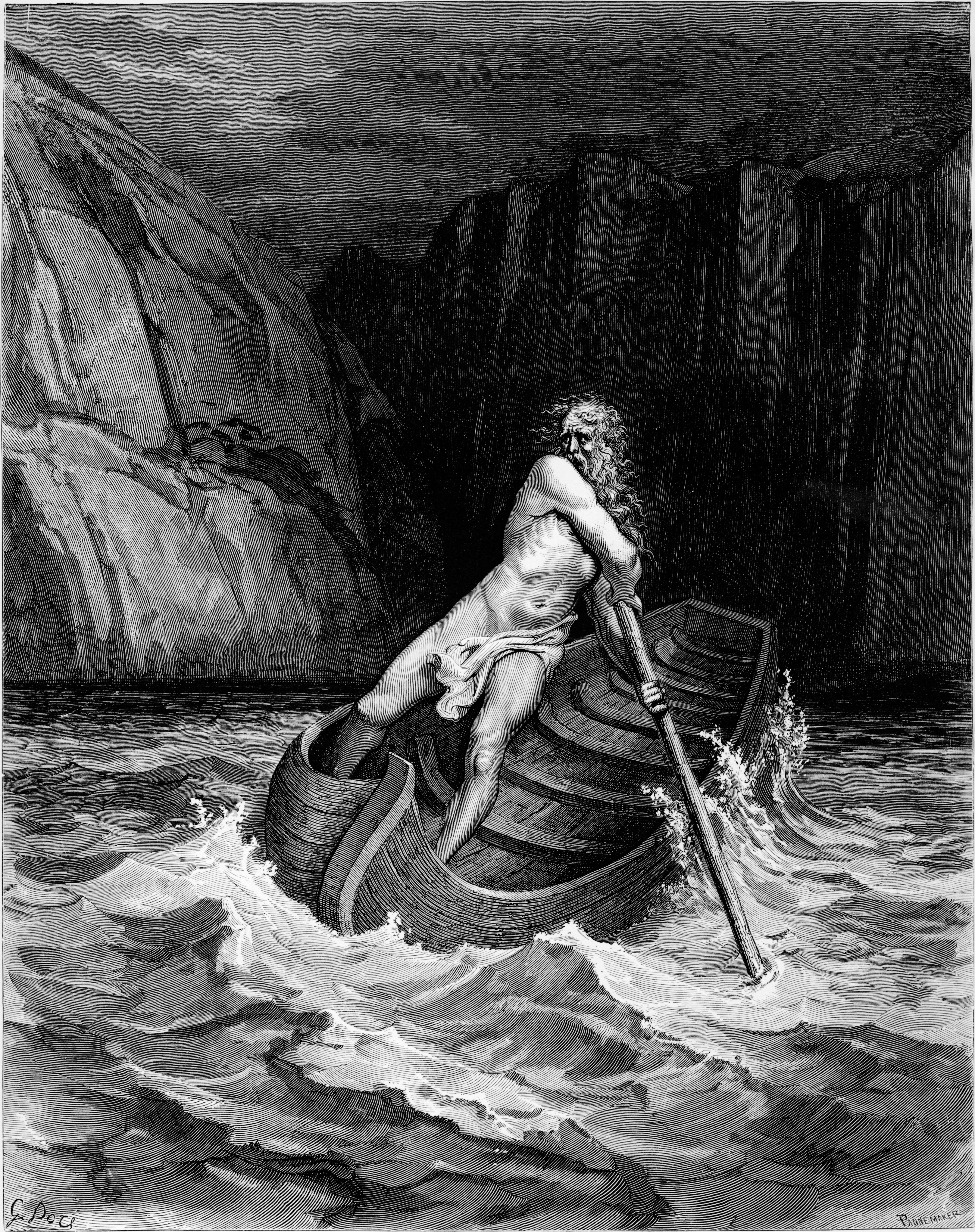
Caront, il·lustració de Gustave Doré per a la divina comèdia de Dante.

Els morts entraven a inframón creuant el riu Aqueront en la barca conduïda per Caront, qui els cobrava un òbol (una petita moneda). Aquesta moneda era col·locada sota la llengua del difunt o damunt de les parpelles pels seus parents. Els pobres i els qui no tenien amics recorrien eternament la costa, sense mitjans per travessar el riu.
L'altra riba era vigilada per Cèrber, el gos guardià de tres caps, qui cuidava la porta d'entrada al Hades i s'encarregava que els esperits dels morts poguessin entrar i que ningú sortís. A més, vigilava que cap persona viva entrés al Hades.

## Judici
La primera regió de l'Hades comprenia els Camps d'Asfòdels, descrits en l'Odissea XI, on les ànimes dels herois vagaven abatudes entre esperits menors. Hermes conduïa als morts davant un tribunal format per Minos  (rei de Creta), Èac (rei d'Egina) i el germà de Minos, Radamant. Quan la sentència es coneixia, les ànimes ni virtuoses ni malvades tornaven als Camps d'Asfòdels, les impíes o dolentes eren enviades als camps de càstig del Tàrtar i les heròiques o beneïdes anaven a l'Elisi.

## Geografia
Entre els regnes que formaven l'inframón grec s'inclouen:
- El gran fossat del Tàrtar consistia en una gran presó fortificada envoltada per un riu de foc anomenat Flegetont. Al principi va servir exclusivament com a presó dels antics titans, però després va passar a ser el calabós de les ànimes condemnades, entre les quals es trobaven Tici, Tàntal i Sísif.
- El territori dels morts, governat pel déu Hades, que també sol rebre el nom de llar o domini de Hades (doms Aidaou), Hades, Èreb, el Prat de l'Asfòdel, Estix i Aqueront.
- Les Illes dels Benaventurats o Illes Elísies governades per Cronos.[1] Allà viuen després de la seva mort els grans herois mítics, com per exemple Aquil·les, Diomedes i Barallo.
- Els Camps Elisis, governats per Radamant, eren l'estatge dels morts virtuosos i els iniciats en els Misteris antics. Els seus habitants tenien la possibilitat de tornar al món dels vius, encara que no molts ho feien.

Els cinc rius del Hades eren Aqueront (el riu de la pena), Cocit (laments), Flegetont (foc), Leteu (oblit) i Estix (odi), que limita amb els mons superiors i inferiors.

## Mites en què apareix

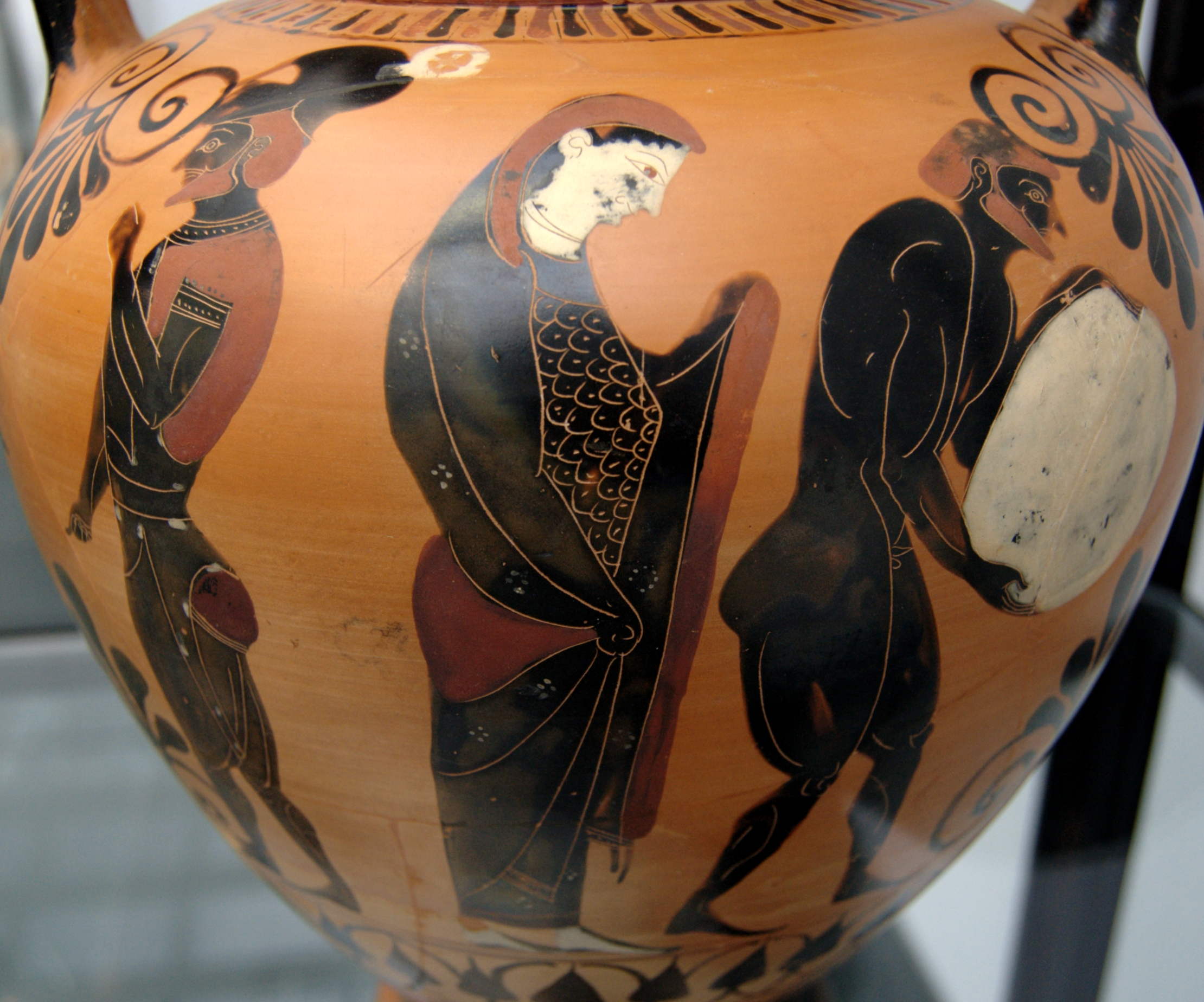
Nekyia : Àiax el Gran, Persèfone i Sísif a l'Inframón, àmfora ática amb tècnica de figures negres, circa 530a. C., Staatliche Antikensammlungen (nombre d'inventari 1494).

El dotzè i darrer treball d'Hèracles va ser capturar a Cèrber, el guardià de l'Hades, i portar-ho davant Euristeu, per a qui realitzava els treballs com a càstig per assassinar la seva esposa i fills.
L'argonauta Orfeu, un músic de renom, va perdre a la seva futura esposa, Eurídice, que va ser mossegada per una serp. Orfeu va descendir a l'Inframón i va aconseguir evadir a Cèrber i Caront encantant-los amb la música de la seva lira per implorar a Hades i Persèfone que li retornessin a la seva dona. Hades va sentir llàstima per ell i li va permetre recuperar-la amb la condició de tornar al món mortal sense mirar cap enrere. A l'últim moment, incapaç d'escoltar els passos d'Eurídice, Orfeu es va girar i en fer-ho va aconseguir de veure el fantasma de la seva esposa, però va perdre-la per sempre.